# Дуков мост
Дуковият мост е възрожденски пътен мост край град Пещера, България. Пресича Стара река.

## История
Мостът е построен в 1805 година от костурския майстор, преселен в Брацигово, Дуко Омотски и носи неговото име. Намира се в местността Стоянкини воденици, на 4 km източно от Пещера по пътя за Пловдив. Мостът е в много добро състояние и все още се използва, макар за главния път до него да е изграден нов мост. В 1966 година е обявен за архитектурно-строителен паметник на културата.